# 素数大富豪
素数大富豪（そすうだいふごう）は、2人以上で遊ぶトランプゲームである。
プレイヤーは手札を並べて素数を作る。これを順番に場に出し、早く手札をなくすことを競う。場には基本的には素数しか出すことができず、合成数を出してしまった場合にはペナルティが課される。ただし、一定の条件を満たせば合成数を出すこともできる。
プレイする際は、アプリケーションまたは素数表等を用いて素数判定を行う。

## 概要
複数枚のカードを組み合わせて扱う際には、そのカードの数字（ただしA=1、J=11、Q=12、K=13）を並べて十進法で読む（例：2とJのカードを並べて出した場合は「211」という数として扱う。）。
2014年5月23日に、当時大阪大学の大学院生であった関真一朗により考案された。
素数であるかどうか判断のつかない数を出した場合は、素数判定アプリ等を使用して素数判定を行う。素数であると確信しないまま出した数が素数であることを「素数と出会った」と呼び、素数大富豪自体は「素数との出会い系ゲーム」とも呼ばれることがある。

## ルール
プレイ人数は2人以上。ジョーカー2枚を含むトランプ1組・54枚を使用する。プレイヤー以外に素数判定を行う素数判定員を置くことが望ましいが、人員が足りない場合はプレイヤーが素数判定員を兼任してもよい。

### ゲームの流れ
1. カードはよくシャッフルしたうえで全プレイヤーに同枚数ずつ（原則は素数枚数ずつ）配り、残ったカードは山札として中央に積む。
2. ジャンケン等により親を決める。
3. 最初の親が手札から最初の数を出し、以降順番に次のプレイヤーがカードを出し重ねていく。最初の数はカードを何枚使用してもよい。
4. 次のプレイヤーは、手番が回ってきた時点で場にあるカードと「同じ枚数」かつ「より大きい数」しか出すことができない（例：場には2のカードが1枚出ている→1枚で3以上の大きさのカードしか出せない）。
5. 手番が回ってきた時には、山札からカードを引いて手札に加えることができる。引けるカードは1度の手番につき1枚までである。引かずに出す（またはパスをする）こともできる。
6. 出せるカードがない時、もしくは戦略上出したくない時にはパスが許される。パスの回数は制限されない。
7. 他のプレイヤー全員がパスし、再び場にあるカードを出したプレイヤーまで順番が回ってきたらそのプレイヤーは親になる。このとき、場にあるカードは流され（場から退けられ）、親は手札から好きな数を出せる。
8. 以上を繰り返し、一番早く手札が無くなった（上がった）プレイヤーが勝者となる。

### ペナルティ
以下の場合には、プレイヤーはペナルティを受けなければならない。
- 素数ではない数を素数として場（素因数場を含む）に出した場合
- 合成数出しにおいて素因数の計算が誤っている場合

ペナルティとしては、ペナルティを受けるプレイヤーがその手番で場（素因数場を含む）に出したカードを全て手札に戻すとともに、戻したカードと同枚数を山札からも引くことが求められる。
なお、場に出ている数以下の数を出した場合やカードの枚数が同じでない場合は、そもそも場に出すことができないためペナルティの対象にはならない。
わざと素数ではない数を出してペナルティを受け手札を増やすという戦略もある。

### ジョーカーの使用
ジョーカーは、1枚出しでは最強のカードとなり、出すと同時に場を流すことができる。他のカードと組み合わせて2枚以上で使用する場合、または合成数出しにおける素因数として使用する場合は、0から13（K）までの好きなカードとして使用できる。

### 合成数出し・指数表記
手札を組み合わせて合成数の素因数を作って出すことにより、場にその合成数を出すことができる。素因数は、素因数場に出す（例：8を場に出し、2のカード3枚を素因数場に出す→8＝2×2×2を出すことができる）。素因数場に出されたカードは、次のプレイヤーに手番がうつるとともに流される。
また、合成数出しを行う際に使用する素因数には、指数表記が許される。（例：8を場に出し、2のカードの右上に3のカードを載せた形で素因数場に出す→8＝2＾3として出すことができる）
ただし、指数を0（ジョーカーによる）として1を出したり、1としてその数を出すことは許されない。

### 特別な数と効果

#### グロタンディーク素数切り（57）
57という数がしばしば「グロタンディーク素数」と呼ばれることから、素数大富豪においては特別に57を単体で（素因数を同時に出すことなしに）出すことができる。57が出ると、即座に場が流れ、57を出した者が次の親になる。「グロタンカット」とも呼ばれる。
なお、57を合成数（57＝3×19）として出すこともできるが、この場合は特別な効果は持たない。

#### ラマヌジャン革命（1729）
1729は、数学者シュリニヴァーサ・ラマヌジャンの逸話からタクシー数と呼ばれる。また、絶対偽素数（カーマイケル数）でもある。1729＝7×13×19と表せる合成数であるが、これも57と同様に、素数大富豪においては特別に単体で出すことができる。1729が出されると数の大小が逆転し、次のプレイヤーからは場に出ている数より小さな数を出さなければならなくなる。この効果は、同じゲーム中で再度1729が素数として出されるか、ゲームが終了するまで続く。ただし、1枚出しでジョーカーが最強であることに限っては革命の前後で変化しない。
なお、1729を合成数（1729=7×13×19）として出すこともできるが、この場合は特別な効果は持たない。

## 大富豪との関係
トランプゲームの大富豪はゲームの形式のモデルとなっており、「場に出ているカードと同じ枚数でしか出せない」「手札を早くなくすことを競う」といった点は共通している。一方で、「カードに特別な強弱は設定されない」「山札を使用する」「大富豪や大貧民といった階級はつけない」「ゲーム開始前のカードの交換等も行わない」等の点は完全に異なる。

## その他
現在までに、商品化されたパッケージ版の他、CPU対戦ができるサイト、オンライン対戦ができるサイトが存在する。
素数大富豪 Lv.0（梟老堂）
素数大富豪専用のカードが入ったパッケージ版で、通常のトランプとは変わった絵柄・数字に加えて、追加のルールも決められている。初心者にとって大きな素数を覚えることが難しいという観点から、カードに組み合わせて素数となるカードのヒントが書いてあるなど工夫されている。
素数大富豪TOP
素数大富豪オンライン